# عباس كلبت (مقاطعة دورة)
عباس كلبت (بالفارسية: عباس کلپت) هي مستوطنة تقع في قسم ويسيان الريفي (مقاطعة دورة) في إيران. يقدر عدد سكانها بـ 89 نسمة بحسب إحصاء 2016.